# 조국 사태
조국 사태 혹은 조국 게이트는 2019년 8월 9일 조국이 대한민국 법무부 장관 후보로 지명된 이후 제기된 여러 논란으로 발생한 사건이다. 주요 대학교를 중심으로 조국 임명 철회를 요구하는 시위가 시작되었으나, 문재인 대통령은 "본인이 직접적으로 책임질 불법행위가 드러난 것은 없다"고 하면서 조국을 법무부 장관으로 임명하였다. 그러자 국론 분열이 심화되면서 대규모 집회로 확산되었고, 법무부 장관으로 임명된 지 35일 만인 2019년 10월 14일 조국은 사퇴하였다. 이후 서울대 법과대학으로 복직신청이 받아들여져서 현재는 교수신분이다.

## 전개

### 딸의 대학교 및 대학원 관련 논란

#### 무시험 대학 입학
자유한국당 김진태 의원은 "조국 딸이 세차례에 걸친 대학 입학 과정에서 모두 시험을 보지 않았다"고 주장하여 청년과 그들의 부모세대인 50대 등으로부터 거센 비판을 받으며 대학가에서 촛불집회가 열리는 계기를 제공했으나 김어준의 뉴스공장에 딸이 다녔던 입시학원 직원이 직접 출연하여 당시 관련 기록을 공개하면서 고려대학교에 입학할 당시 일반 전형으로 입학한 사실이 드러났으며 부산대 의전원도 의학교육입문검사(Medical Education Eligibility Test, MEET) 성적을 제출한 사실이 드러났으나 김진태 의원 측은 "MEET는 주된 평가 항목이 아니었다"고 하면서 자기소개서가 실질적인 입학 신청서로서 논문이 영향을 주었다"고 주장하였으며 조국 딸이 인터넷에 올린 것으로 추정되는 글에서 의전원 입학이 수시전형이며 "자기소개서와 면접이 중요하게 다뤄졌다"고 밝혔다.

#### 장학금 지급
곽상도 자유한국당 의원은 "조국 딸이 2014년 2월 고려대 환경생태공학부를 졸업한 직후인 3월 서울대학교 환경대학원에 입학하면서 서울대 총동창회가 운영하는 장학 재단 ‘관악회’로부터 학기당 401만원씩 2회에 걸쳐 장학금을 받았다."고 했다. 이에 대해 장학금 신청이나 추천이 없었다는 주장이 나왔으나 대학에서 자신도 신청하거나 추천이 없었다는 증언이 나왔다. 이에 대해 홍종호 서울대학교 환경대학원장은 페이스북을 통하여 "통상 입학 후 1년 동안 한 학기 서너 과목을 듣는 환경대학원에서 이 학생(조국의 딸)은 첫 학기 3학점 한 과목을 들었다"며 "입시 준비할 시간을 가지려 했을 거라 짐작한다"고 밝히며, "2학기 장학금은 신청하지 말았어야 했다"고 비판하였다.
조국의 딸이 부산대학교 의학전문대학원에서 성적 부진으로 인하여 유급을 당했음에도 6학기 연속으로 200만원씩 총 1,200만원의 장학금을 받은 것이 밝혀져 논란이 발생하였으나 부산대학교 의학전문대학원 측은 8월 26일에 "외부 장학금은 성적에 대한 규정이 없으며 외부에서 정한 규정에 맞는 학생을 찾아 지급한다"고 하면서 조국 딸에 지급한 장학금이 "절차상 문제가 없다"고 밝혔다. 당시 지도교수로서 장학금을 지급한 노환중 교수가 이후 "부산의료원장 취임에 도움이 된 것 아니냐"는 의혹을 받자 "그 당시는 박근혜 정부 시절이라 현 정부에 비판적인 인사의 어머니가 그린 그림을 국립대학교 병원에 걸면 오해받을 수 있다는 일부 병원 직원들의 의견이 있기도 했다"고 말하면서 자신이 운영한 소천장학금에 대해 "성적, 봉사, 가정 형편 등 학교의 장학 기준에 따라 지급되는 기관의 공식 장학금이 아니라 학업에 대한 격려를 목적으로 제가 개인적으로 마련한 장학금"이라고 설명했다.

#### 논문 제1저자 등재
조국 사태의 기폭제로 평가되는 사건. 동아일보가 2019년 8월 20일 단독 보도를 통해 세상에 알렸다. 딸이 한영외국어고등학교 2학년으로 유학반에 있던 2008년 12월 단국대학교 의과대학 의학연구소에서 2주 동안 인턴쉽을 했던 경력으로 해당 연구소에서 2009년 3월 대한병리학회에 제출한 '출산 전후 허혈성 저산소뇌병증(HIE)에서 혈관내피 산화질소 합성효소 유전자의 다형성'이라는 제목의 논문 제1저자로 등재된 사실을 2010년도 고려대학교 생명과학대학 입학전형 당시 자기소개서에 "단국대학교 의료원 의과학연구소에서의 인턴십 성과로 나의 이름이 논문에 오르게 되었으며…"라는 내용으로 쓰여진 것으로 확인되어 부정 입학 의혹이 제기되고 보수단체에서 조국과 조국의 딸에 대해 업무방해로 고발하였다. 당시 지도 교수는 "미국 유학을 갈 것이라고 해서 도움이 되게 선의로 해줬다"고 해명하고 당시 고려대학교 입학처 팀장은 중앙선데이와의 인터뷰에서 "오버 스펙"이라고 밝혔으나 병리학회는 윤리위원회에 회부하여 해당 논문에 대해 "당시 규정에는 없었으나 2012년 교육과학기술부 훈령으로 부당한 논문저자 표시를 또 하나의 연구 부정행위로 정하고 있다"며 "연구윤리위원회 승인을 받았다고 했으나 승인받지 않은 것으로 확인돼 연구 부정행위로 인정된다"고 밝혀 논문을 직권 취소하면서 딸의 소속이 단국대학교 의과학연구소로 기재된 것에 대해 "연구 수행 기관과 주된 소속 기관인 고등학교를 병기하는 게 적절했다"고 밝혔다.

#### 딸의 인턴쉽
딸이 고등학교 3학년이던 2009년 5월1일부터 15일까지 "서울대 법대 공익인권법센터에서 인턴 활동을 하고 증명서를 받았다"는 주장에 대해 인권법센터가 "2006년부터 발급한 인턴 현황 명단에 조씨가 없는 데다 인턴 활동 기간이 유학생 필수 스펙인 AP시험 기간과도 겹친다"고 하자 딸 조민은 "당시 유학이 목표인 친구들은 비교과 활동을 많이 해야 해서 서로 인턴 자리를 구해와 공유했다"며 "서울대 인턴은 당시 인터넷에서 공고를 보고 인권 동아리 회장인 내가 직접 전화를 걸어 지원했다"면서 증명서는 자신이 "대표로 받아서 유학반 친구들에게 나눠줬다"며 "당시 담당자가 누구인지 기억은 안 나지만 내게 인턴증명서를 발급해준 분은 분명히 기억할 거라고 본다"고 했다. "고등학생 인턴은 없다"는 서울대 측의 발표가 단국대 교수 아들의 서울대 인턴에 대한 품앗이 의혹과 상반된다는 주장이 있자 인사청문회에서 "고등학생 인턴은 공식적인 인턴이 아니어서 기록이 없는 것이다"는 주장이 나왔다. "인턴기간이 AP시험 기간과 겹친다"는 지적에 대해 "고등학교 3년 동안 5과목의 AP 시험을 5번 봤는데 1년에 많아야 1~2번이다"며 "2주 인턴을 못할 정도는 아니다", "인턴을 집에서 했다"는 일부 언론 보도에 대해서도 부인하면서 당시 서울대 법대 교수이자 인권법센터 교수이던 조 "아버지의 도움으로 인턴증명서를 발급받았다"는 의혹에 대해 "서울대 인턴에 지원한 후에 센터 홍보물이 게시된 인터넷에서 아버지 이름을 처음 봤다"고 했으며 이후에 아버지는 "이과생인데 여기 인턴은 왜 하느냐. 가서 아는 척 하지 마라"고 말하면서 다른 의혹과 논란에 대해서도 "적어도 인턴을 하지도 않았는데 허위로 증명서를 발급받은 건 하나도 없다"고 밝혔다.

### 아들의 대학교 관련

#### 대리 시험을 통한 조지워싱턴대학에 대한 업무방해
조국 전 장관 부부는 2016년 11월 1일, 12월 5일 미국 조지워싱턴대에 다니는 아들의 ‘민주주의에 대한 세계적 시각(Global Perspective on Democracy)’ 과목의 온라인 시험(객관식 10문항)에 맞춰 대기하고 있다가 촬영한 사진을 아이메시지(i-message)를 통해 전송하면 각각 분담해 나눠 푼 뒤 답을 전송해 제출토록 했다. 아들의 오픈북 시험을 대신 칠 즈음이던 2016년 11월 17일에 "이화여대 교수가 최순실(최서원) 씨 딸 정유라 씨를 위해 과제물을 대신 써줬다"는 기사를 링크하면서 "경악한다"고 썼다.
유시민 노무현재단 이사장은 2020년 1월 1일 자신이 진행하는 유튜브 방송 유시민의 알릴레오에서 "아들이 집에서 접속해서 본 오픈북 시험"이라며 "어떤 자료든 참고할 수 있다"고 옹호하면서 "오픈북 시험에서 부모가 도와줬는지 모르지만, 부모가 개입했다는 의심만으로 기소하는 깜찍함 앞에서 할 말이 없다"고 했다
조지워싱턴대 엘리엇 스쿨의 팀 도트 학사자문 국장은 교칙 등을 근거로 "검찰의 기소대로 조 전 장관이 아들과 공모해 온라인 시험 답안을 작성했다면 교칙 위반에 해당한다"고 밝혔다.

#### 아들 허위 인턴증명서 발급
조 전 장관과 배우자 정경심 동양대 교수(57·구속기소)는 아들과 공모해 2017년 10~11월 아들의 고려대와 연세대 대학원 진학 시 최강욱 청와대 비서관 명의로 된 허위 인턴활동확인서, 서울대 공익인권법센터 허위 인턴활동증명서, 미국 조지워싱턴대 허위 장학증명서 등을 제출해 대학의 입학사정업무를 방해한 혐의를 받는다.
조국 전 법무부 장관 공소장에 "법무법인 청맥에서 문서정리 및 영문 번역 등 업무를 보조한 사실이 없음에도 불구하고(…) 허위로 발급받았다”고 적시한 최강욱 청와대 공직기강 비서관에 대해 검찰은 "2017년 10월에 정경심씨가 "조○(조국 부부 아들)이 2017년 10월10일부터 같은해 10월11일 현재까지 매주 2회 총 16시간 동안 변호사 업무 및 기타 법조 직역에 관하여 배우고 이해하는 시간을 갖고, 문서 정리 및 영문 번역 등 업무를 보조하는 인턴으로서의 역할과 책무를 훌륭하게 수행하였음을 확인한다. 2017.10.17 법무법인 청맥 지도 변호사 최강욱”이라고 적힌 이메일을 보내면서 인턴 증명서 발급을 부탁하자 "최강욱이 도장을 찍어 조국 부부에게 줬다"고 하면서 "조국 부부가 이렇게 받은 인턴 증명서를 고려대 대학원, 충남대 법학전문대학원 입시에 활용했다"고 밝혔으나 당사자인 최강욱은 "조국 전 장관 아들이 대학원 진학을 준비하던 2017년 1월10일부터 2018년 2월28일까지 사건 기록 열람과 재판 방청, 면담 등 인턴활동을 했다. 확인서는 실제 활동에 기초해 2017년 10월11일 자와 2018년 8월7일자 두 차례 모두 내가 직접 날인했다"고 반박했다.
조국 일가 비리를 수사해온 서울중앙지검 반부패수사2부(부장 고형곤)이 "최강욱 비서관을 업무방해 혐의로 기소해야 한다"는 의견을 이성윤 신임 서울중앙지검장이 취임한 1월 14일부터 계속 요청했으나 이성윤 지검장이 반대하자 1월 22일부터 윤석렬 검찰총장이 3차례에 걸쳐 기소를 지시하였음에도 받아들이지 않자 송경호 서울중앙지검 3차장이 재판에 회부했다.  이에 대해 한 로펌 변호사는 "자식이 입시를 앞둔 지인들에게서 ‘인턴활동 확인서’ 하나 만들어달라는 부탁이 워낙 많이 들어오는데, 대부분 바라는 대로 끊어준다. 친분 있는 사람들의 청이라 거절하기가 힘들다”고 말하면서 "가짜 인턴 증명서 발급이 업계 관행이라 기소하는 것은 지나치다"는 의견도 있다.

### 사문서 위조

#### 동양대 표창장
동양대학교 총장이 "표창장 준 적이 없다", "봉사활동하는 것을 본 적도 없다", "일련번호나 박사학위 표기 형식이 다르다"는 등의 발언으로 딸이 부산대학교 의전원에 제출한 동양대학교 표창장이 "위조된 것이 아니냐"는 의혹이 제기되었으며 이에 대해 조국 후보자는 "민정수석으로 있을 때 재정지원과 관련하여 청탁을 거절한 것으로 악의를 가지고 말하고 있다"고 말하였으며 동양대학교 전,현직 관계자는 교통방송 김어준의 뉴스공장에 실명이나 비실명으로 출연하여 "총장이 '자유한국당이 집권하면 학교가 위기를 맞을 수 있으니 그쪽에 줄을 서야 한다'고 말했다"거나 "표창장을 위임받아 만든다", "봉사활동하는 것을 봤다", "일련번호나 박사학위 형식이 다른 표창장을 만들었다"는 등의 내용을 말하면서 총장이 조국 딸을 며느리감으로 삼고 싶어 할 정도로 예뻐하여 사진을 갖고 다닌 사실이 알려지기도 했으며 국회 인사청문회에서 박지원 의원이 인주로 찍은 표창장 칼라 복사본을 공개하고 동양대학교 총학생회장 등이 SNS에 총장이 주장하는 사실과 다른 표창장을 공개하기도 했으나 인사청문회를 마친 직후에 검찰이 정경심 교수에 대해 "압수수색 과정에서 흑백으로 된 표창장 복사본과 함께 컴퓨터에서 직인 파일이 나왔다"는 이유로 사문서 위조 혐의로 기소하였다. 피의자 소환 조사없이 기소한 것이 논란이 있자 "표창장에 표기된 날짜인 2012년 12월 6일로부터의 공소시효 7년"을 말하였으나, 사문서 위조 행사의 시점이 2년 이후라는 점에서 검찰의 정치개입 비판이 있었다. 이후 동양대 검찰은 정경심 교수의 연구실 컴퓨터 하드디스크 등을 분석해 "2013년 아들 이름으로 발행된 동양대 총장 명의 상장을 스캔한 뒤 그 안의 내용을 지우고‘영어프로그램 튜터로 참여하여 자료준비 및 에세이 첨삭지도 등 학생지도에 성실히 임하였기에 그 공로를 표창함’이라는 표창 내용을 워드프로그램으로 별도로 작성해 그 파일 위에 입히고 여기에 따로 보관하고 있던 총장 직인을 옮기고 프린터로 출력하여 2013년 서울대학교 의학전문대학원과 2014년 부산대학교 의전원 지원 때 제출했다."고 밝혔다. 앞서 사문서위조로 불구속기소된 정경심 교수에 대한 재판이 진행 중일 때 구속영장이 청구되면서 사문서위조 행사죄를 추가하였다. 다만 검찰의 조사 내용 흘리기라는 피판을 받고 있으며 사실상 혐의가 확정된 것은 없지만 검찰 발 [단독] 기사들이 마치 혐의가 확정된 것처럼 쏟아져 나오고 있어 검찰 개혁을 강하게 내비쳤던 조국에 검찰의 보복이 아니냐란 비판이 거세다. JTBC 스포트라이트 방송에서 이에 대해 보다 자세하게 다뤘다.
2019년 12월 23일 <오마이뉴스>는 '2012 시민인문강좌지원사업 수료증 발급에 의한 직인 사용 건'이라는 제목으로 2012년 10월 20일 시행된 동양대 내부결재 공문(공문번호 교양-022)의 사본을 입수하여 "이수자에게 수료증 및 상장을 발급하며, 이에 따라 총장 직인을 사용하고자 하오니 결재 바란다"라고 적힌 공문 사본을 공개했다. 이에 대해 공문에서 결재자로 지정된 황 전 부총장은 "그 공문에서 부총장 자리에 '전결'이라 적혀 있고, 최종 결재권자인 총장 자리에 부총장 사인이 있는 것은 내가 전결한 공문이었기 때문"이라면서 "당시 (외부인에 대한 수료증이나 상장 수여 등은) 전결로 그렇게 한 것"이라고 밝혔다. 당시 교양학부장 장경욱 교수도 "동양대 규정을 보면 재학생, 직원, 교수에 대한 포상은 '총장' 결재사항이지만, 캠프 참여 외부학생에 대한 규정은 따로 없다"면서 "이에 따라 당시 황 부총장이 전결한 것"이라고 말했다. 또 공문을 직접 기안했다는 조교 A씨는 "수상자 상장에 총장 직인을 내가 찍었기 때문에 최 총장이나 황 부총장 모두 수상자가 누구인지 알 수가 없었을 것"이라면서 "그때 상장 직인대장에도 수상자 이름을 적지 않았는데, 이런 경우가 우리 대학에서는 상당히 많았다"고 말했다. 동양대에서 10여 년 이상 팀장으로 근무한 B씨는 "최 총장은 자신이 표창장 직인 사용을 결재해야만 표창장 발급이 가능하며 그렇지 않은 것은 위조라는 식으로 말했지만 이는 사실과 다르다"면서 "실제로 최 총장은 학교에 나오지 않는 날이 많아 상당수의 공문은 부총장 대결이나 전결로 처리됐다, 이번에 나온 공문도 그런 무수한 내부공문 가운데 하나일 뿐"이라고 설명했다.

#### 그외 사문서
딸이 고려대학교 2학년 여름방학 기간이던 2011년 7월 정경심 동양대 교수의 초등학교 동기동창인 이광렬의 도움을 받아 KIST와 한 달간의 학생연구원 근무 계약을 한 뒤, 정 모 박사의 연구실에 2일만 출근하고 무단결근했으나 정경심 교수는 딸이 부산대 의학전문대학원을 준비하던 고려대 4학년 당시인 2013년에 3주짜리 학생연구원 근무 경력 확인을 허위로 적은 e메일로 받아 내용을 다시 가공해 이름과 주민등록번호ㆍ소속기관명 등의 양식을 갖춘 근무기록 확인 증명서를 만들었다. 이와 관련하여 딸은 김어준의 뉴스공장과의 인터뷰에서 "허위 인턴 증명서는 하나도 없다"고 밝혔으나 정 모 박사는 "내가 증명서를 발급해주거나 서명을 한 기억이 없다"고 말하였으며 키스트는 "해당 인턴경력서가 공식적으로 발급된 사실이 없음을 확인했다"고 했다. 가짜 인턴 증명서 발행과 관련하여 "가짜 인턴증명서 발급으로 KIST의 명예에 손상을 입힌 책임을 통감하고 자리에서 내려오겠다"고 밝힌 한국과학기술연구원(KIST) 기술정책연구소장으로 있던 이광렬은 10월 16일에 보직해임됐다
동양대학교 어학원장으로 있던 정경심은 딸이 연구보조원으로 참여한 것처럼 하여 매월 40만원씩 총 160만원의 인건비를 지급했다.
2012년 1월부터 동양대 어학교육원에서 경북 영주지역 중고교생 대상으로 진행하는 청소년 인문학 프로그램에 자신의 아들이 수강한 사실이 없음에도 1~4기 수료증(3기는 관련 강좌 개설되지 않고 4기는 도중에 폐강)과 동양대 총장 명의 최우수상, 봉사활동 확인서를 아들에게 허위로 발급했다. 수료증 옆에 총장 명의 직인이 날인된 것처럼 보이기 위해 정경심 교수가 가지고 있던 동양대 어학교육원장 직인을 고의로 흐릿하게 날인했다.
정경심 교수가 아들과 공모하여 2013년 3월 아들이 다니던 한영외고 2학년 담임교사가 "교육행정정보시스템(NEIS) 학교생활기록부에 ‘성실히 수료했다’는 내용과 함께 26시간 봉사활동 내용과 1~4기 수료증, 최우수상, 봉사활동 확인서 등이활동사항을 기재하도록 했다"고 했다.
2013년 3월에는 동양대 영어영재교육센터장을 겸임하면서 아들이 "교양학부 교육 프로그램에 참여해 초등 3~6학년 대상 31시간 봉사활동을 했다"는 취지의 허위 확인서를 만들어 학교생활기록부에 기재하도록 했다.
조국은 아들이 SAT(미국대학수능시험) 준비 등 해외 대학 진학을 위해 학교 수업을 빠져야 하는 상황에서 무단결석 처리를 막기 위해 학교 제출용으로 인턴 활동 의사나 계획이 없다는 사실을 잘 알면서도, 2013년 7월 공익인권법센터장인 한인섭 교수에게 아들의 인턴활동 예정증명서 발급을 부탁해 2013년 7월 15일부터 8월 15일까지 ‘학교폭력 피해자의 인권 관련 자료 조사 및 논문 작성 등 활동을 할 예정임을 증명한다’는 취지의 허위 내용이 기재된 증명서를 발급받았다.
정경심 교수는 아들의 한영외고 3학년 담임에게 "아들이 내일부터 서울대에서 인턴십을 하게 됐다"는 취지의 문자메시지와 허위로 발급받은 인턴십 활동예정증명서를 제출해 아들이 2013년 7월 15일부터 19일(여름방학식)까지 5일간 출석한 것으로 처리하도록 했다.

### 사모펀드
조국이 민정수석에 임명된 직후인 2017년 7월 31일에 사모펀드 ‘블루코어밸류업1호 사모투자합자회사’에 9억5000만 원 출자금을 납입하고  증서를 교부 받으면서 두 자녀도 각각 출자금 5000만 원을 납입하여 가족의 출자금이 총 10억5000만 원을 출자했었던 사모펀드에 부인 명의로 67억4500만 원, 아들과 딸은 각각 3억3500원씩 하여 총 74억5500만 원을 약정했는데 조 후보자 가족이 신고한 총 재산(56억4244만 원)보다 18억여원이 많을 뿐만 아니라 해당 펀드 총 규모(100억1100만 원)의 74% 수준에 이르고 사모펀드 운용도 5촌 조카여서 조국 가족 펀드라는 이름으로 의혹이 제기되자 조국 측이 "주식에 대해 잘 안다"고 밝혔던 5촌 조카 조범동에 대해 검찰은 "부인 정경심과 두 자녀 등 일가가 투자한 14억 원을 운영한 사모펀드 운용사 코링크프라이빗에쿼티의 실질적인 대표"라고 하면서 9월 14일 귀국할 때 횡령죄로 체포, 구속하였다. 사채시장에서 끌어온 돈으로 코스닥 상장사인 영어교육사업체 WFM을 인수하고, 회사 주식을 담보로 대출받아 사채를 갚은 뒤 주식을 되돌려받으면서 주식 지분 50억 원을 자기자본이라고 허위 공시를 하고, 실제 회사에 자금이 유입되지 않았음에도 전환사채를 발행해 투자자금이 들어온 것처럼 꾸며 주가 부양을 시도하면서 WFM·웰스씨앤티 등 코링크 사모펀드가 투자한 기업에서 총 72억 원가량을 횡령하여 자본시장법상 허위공시·부정거래, 횡령 등의 혐의가 있는데 횡령한 자금 중 10억 원이 정경심 교수에게 흘러가고 남동생과 남동생의 부인 명의로 WFM 주식을 차명 보유하고 있으며, 이것이 "코링크 주식에 차명투자했다"는 의혹이다.
정경심 교수의 자산관리인이었던 김경록, 인수합병 전문가로 금융 사기에 연루되어 구속되었다가 금융 수사를 주력으로 하던 서울남부지방검찰청에 사무실을 배정받아 수사를 도왔던 사람이라고 자신을 소개하면서 뉴스타파에도 자문해줬던 익명의 '제보자 X', 사모펀드 의혹에 대해 "제대로 된 취재를 한다"는 평가를 받던 서울경제신문 기자, 5촌 조카의 지인으로 참고인 조사를 받았던 현종화 등이 김어준의 뉴스공장에 출연하여 "특정한 의도로 검찰이 사건을 몰아간다"고 하면서 "터무니 없는 사건으로 정경심 교수는 도리어 피해자"라고 밝혔다.

### 재판 논란
표창장에 기재된 날짜를 범죄날짜로 보고 공소시효 7년이 임박한 것으로 판단한 검찰이 사문서 위조로 긴급히 공소제기했다가 이후 추가 수사를 통해 드러난 사실을 가지고 공판에서 공소장 변경 허가를 청구했으나 서울중앙지방법원은 12월 10일에 "사건 공범과 범행 일시, 장소, 범행 방법, 행사 목적 모두 동일성을 인정하기 어렵다"면서 허가하지 않자 검찰은 "이 사건 공소사실의 기본은 피고인이 딸에 대해 동양대 표창장을 위조했다는 것이다. 일시나 장소 등 부수적인 사실만 구체화해 공소장을 변경한 것인데, 변경을 불허한 재판부 결정은 부당하다"고 주장하자 재판부는 "검사의 판단이 틀릴 수 있다는 생각을 안 해봤나. 자꾸 그러면 퇴정을 요청하겠다"고 하면서 "피고인이 사건기록을 열람할 수 있게 하지 않으면 보석을 검토할 수 있다"고 했다.
이에 과거 조국 동생의 구속영장을 기각한 명재권 영장전담 판사의 결정에 대해 "법원 역사상 지울 수 없는 오점을 남긴 사건" 이라며 "명재권 판사는 법원의 영장 심사 기준에 비추어 본인의 판단 기준을 제시하는 것이 옳다."고 비판했던 부장판사 출신의 이충상 경북대학교 법학전문대학원 전임교수는 12월 11일 지인들에게 전달한 서신에서 "이 사건의 본질적인 혐의사실은 정경심 교수가 표창장을 위조하였다는 사실이며, 검찰이 변경 요청한 내용은 이 사실과 무관하고 오히려 공소장 변경을 통해 애초에 모호하던 공소사실이 특정되기 때문에 방어를 하여야 하는 피의자의 권리 측면에서는 오히려 유리하다."고 하면서 공소장 변경 불허의 위법성을 지적하면서 검찰에 대해 "기존 공소장에 대한 위법성을 항소심에서 판단받기 위해 일단 유지한 상태에서 새로이 기소를 하라"고 주문하였으며 법치주의바로세우기행동연대 이종배 대표는 12월 13일에 사건을 심리 중인 송인권 판사에 대해 "재량권의 일탈남용에 해당하는 위법행위"라고 하면 서울중앙지검에 고발했다. 이에 논란이 있자 서울중앙지방법원은 12월 13일에 "재판장이 해당 사건의 결론을 미리 정해놓고 있다거나, 재판장이 그간 진행했던 사건 중 소수의 사건만을 들어 이념적으로 편향됐다고 하는 것은 판사 개인에 대한 부당한 공격"이라고 하면서 "재판의 독립을 훼손할 우려가 있음을 말씀드리지 않을 수 없다"는 입장문을 발표하면서 해당 사건에 대해 "재판부는 공소 사실의 동일성 요건에 대한 법리적 검토를 거쳐 공소장 변경 불허 결정을 하였을 뿐"이라고 했다.

## 임명 지지 측 집회

### 검찰 개혁 촛불 문화제
2019년 9월 16일부터 서울중앙지방검찰청 앞에서 조국 법무부 장관에 대한 검찰 수사에 반발하고 검찰 개혁을 요구하는 '사법 적폐 청산을 위한 검찰 개혁 촛불문화제'가 사법적폐청산 범국민시민연대 주최로 개최되고 있다. 주최 측은 7차 집회에 200만 명이 참가했다고 주장하였으며, 8차 집회에서 박근혜-최순실 게이트 당시 집회 이후 최대 규모인 300만 명이 참가했다고 주장하였다.
| 회차 | 날짜      | 검찰 개혁 촛불 문화제 | 검찰 개혁 촛불 문화제 |
| 회차 | 날짜      | 경찰 추산             | 주최 측 추산          |
| ---- | --------- | --------------------- | --------------------- |
| 1차  | 9월 16일  | 알 수 없음            | 800+                  |
| 2차  | 9월 17일  | 알 수 없음            | 600+                  |
| 3차  | 9월 18일  | 알 수 없음            | 1,000+                |
| 4차  | 9월 19일  | 알 수 없음            | 1,000+                |
| 5차  | 9월 20일  | 알 수 없음            | 3,000+                |
| 6차  | 9월 21일  | 5,000+                | 35,000+               |
| 7차  | 9월 28일  | 알 수 없음            | 2,000,000+            |
| 8차  | 10월 5일  | 알 수 없음            | 3,000,000+            |
| 9차  | 10월 12일 | 알 수 없음            | 알 수 없음            |

### 검찰 개혁 시민 참여 문화제
2019년 10월 9일, 여의도에서 조국 법무부 장관을 지지하고 검찰 개혁을 촉구하는 검찰 개혁 시민 참여 문화제 '우리가 조국이다'가 인터넷 커뮤니티 '루리웹'의 정치유머게시판 회원들로 이뤄진 '북유게사람들'의 주최로 개최되었다.
| 회차 | 날짜     | 검찰 개혁 시민 참여 문화제 | 검찰 개혁 시민 참여 문화제 |
| 회차 | 날짜     | 경찰 추산                  | 주최 측 추산               |
| ---- | -------- | -------------------------- | -------------------------- |
| 1차  | 10월 9일 | 알 수 없음                 | 3,000+                     |

## 임명 반대 측 집회

### 광화문 광장 집회
2019년 10월 3일, 조국 법무부 장관을 반대하는 국민들이 광화문광장부터 서울광장까지 모이며 문재인 정부를 규탄하고 조국 법무부 장관 사퇴를 촉구하는 집회가 개최되었다. 주최 측은 박근혜-최순실 게이트 당시 집회 이후 최대 규모인 300만 명이 참가했다고 주장하였다.
| 회차 | 날짜     | 광화문광장 집회 | 광화문광장 집회 |
| 회차 | 날짜     | 경찰 추산       | 주최 측 추산    |
| ---- | -------- | --------------- | --------------- |
| 1차  | 10월 3일 | 알 수 없음      | 3,000,000+      |
| 2차  | 10월 9일 | 알 수 없음      | 2,000,000+      |

### 대학생 촛불 집회
조국 법무부 장관의 의혹에 대한 진상 규명을 촉구하는 촛불 집회가 8월 23일부터 고려대학교와 서울대학교에서 개최되었다. 이어서 연세대학교도 9월 19일 조국 법무부 장관의 사퇴를 요구하는 촛불 집회를 개최하였다. 또한, 각 대학의 촛불집회 집행부가 연합 집회를 제안하였고, 이후 고려대학교, 연세대학교, 부산대학교, 단국대학교 등 50여개 대학교 재학생들을 중심으로 전국대학생연합촛불집회 집행부가 구성되었다. 그리고 10월 3일 조국 법무부 장관의 사퇴를 촉구하는 대학생 연합 촛불집회를 대학로 마로니에공원에서 개최하였다. 한편, 서울대학교 집회 추진 위원회는 대학생 연합 집회 대신 광화문광장 집회에 참여하였다.
| 회차 | 날짜      | 대학생 연합 집회 | 대학생 연합 집회 |
| 회차 | 날짜      | 경찰 추산        | 주최 측 추산     |
| ---- | --------- | ---------------- | ---------------- |
| 1차  | 10월 3일  | 알 수 없음       | 5,000+           |
| 2차  | 10월 12일 | 알 수 없음       | 5,000+           |

| 회차 | 날짜            | 서울대학교 집회 | 서울대학교 집회 | 날짜            | 고려대학교 집회 | 고려대학교 집회 | 날짜            | 연세대학교 집회 | 연세대학교 집회 | 날짜            | 부산대학교 집회 | 부산대학교 집회 |
| 회차 | 날짜            | 경찰 추산       | 주최 측 추산    | 날짜            | 경찰 추산       | 주최 측 추산    | 날짜            | 경찰 추산       | 주최 측 추산    | 날짜            | 경찰 추산       | 주최 측 추산    |
| ---- | --------------- | --------------- | --------------- | --------------- | --------------- | --------------- | --------------- | --------------- | --------------- | --------------- | --------------- | --------------- |
| 1차  | 2019년 8월 23일 | 알 수 없음      | 500+            | 2019년 8월 23일 | 400+            | 500+            | 2019년 9월 19일 | 알 수 없음      | 250+            | 2019년 8월 28일 | 알 수 없음      | 100+            |
| 2차  | 2019년 8월 28일 | 알 수 없음      | 800+            | 2019년 8월 30일 | 알 수 없음      | 100+            | 알 수 없음      | 알 수 없음      | 알 수 없음      | 2019년 9월 2일  | 알 수 없음      | 300+            |
| 3차  | 2019년 9월 9일  | 알 수 없음      | 500+            | 2019년 9월 6일  | 알 수 없음      | 150+            | 알 수 없음      | 알 수 없음      | 알 수 없음      | 2019년 9월 9일  | 알 수 없음      | 70+             |
| 4차  | 2019년 9월 19일 | 알 수 없음      | 500+            | 2019년 9월 19일 | 알 수 없음      | 200+            | 알 수 없음      | 알 수 없음      | 알 수 없음      | 알 수 없음      | 알 수 없음      | 알 수 없음      |

## 인사청문회
- 자유한국당 김진태 의원이 후보자 측의 가족관계등록부를 찢어서 논란이 있었으나 사본을 찢은 것으로 확인되었다.
- 자유한국당 측에서 "조국 딸이 부산대학교 의전원 입학에 유리하게 할 목적으로 출생일을 고쳤다"고 주장하였으나 더불어민주당 박주민 의원이 합격 통지서를 제시하며 출생일 변경 이전의 기록으로 합격한 사실을 확인했다.
- 자유한국당 측에서 "서울대학교에서 고등학생 신분으로 인턴한 기록이 없다는 사실을 확인했다"고 하자 "단국대학교 교수 아들이 서울대학교에서 인턴을 했다"는 품앗이 인턴 의혹과 상충된다는 반론이 제기되었다.
- 박지원 의원이 조국 딸의 동양대학교 표창장 칼라 복사본을 제시하면서 컴퓨터 직인이 아니라 인주가 찍힌 것을 확인했다.
- 더불어민주당 김종민 의원은 "고려대학교 학생이 부산대학교 의전원에 가기 위해 동양대학교 표창장을 위조하겠느냐"고 발언해 지방대 비하 논란이 있었고, 결국 10분 만에 사과하였다.[68]

## 여론 조사

### 조국 법무부 장관 임명 이전
조사 방법을 비롯한 자세한 내용은 중앙선거여론조사심의위원회 홈페이지를 통해 확인할 수 있다.
| 조사 의뢰          | 조사 기관          | 조사 기간           | 응답 인원 |       | 임명 찬성한다 |       | 임명 반대한다 | 모름 · 무응답 | 참고   |
| 에스에이컨설팅     | 에스에이컨설팅     | 8월 26일 ~ 8월 28일 | 1,002명   | 35.4% | 35.4%         | 60.4% | 60.4%         | 4.1%          | [ 70 ] |
| 펜앤드마이크       | 여론조사공정       | 8월 27일            | 1,008명   | 33.5% | 33.5%         | 61.6% | 61.6%         | 4.9%          | [ 71 ] |
| 천지일보           | 리서치뷰           | 8월 27일 ~ 8월 29일 | 1,000명   | 38.1% | 38.1%         | 55.0% | 55.0%         | 6.9%          | [ 72 ] |
| 한국갤럽           | 한국갤럽           | 8월 27일 ~ 8월 29일 | 1,004명   | 27.0% | 27.0%         | 57.0% | 57.0%         | 16.0%         | [ 73 ] |
| tbs                | 리얼미터           | 8월 28일            | 502명     | 39.2% | 39.2%         | 54.5% | 54.5%         | 6.3%          | [ 74 ] |
| YTN                | 리얼미터           | 8월 30일            | 504명     | 42.3% | 42.3%         | 54.3% | 54.3%         | 3.4%          | [ 75 ] |
| tbs                | 리얼미터           | 9월 3일             | 501명     | 46.1% | 46.1%         | 51.5% | 51.5%         | 2.4%          | [ 76 ] |
| 한국사회여론연구소 | 한국사회여론연구소 | 9월 4일             | 1,019명   | 40.4% | 40.4%         | 55.4% | 55.4%         | 4.3%          | [ 77 ] |
| tbs                | 리얼미터           | 9월 5일             | 501명     | 40.1% | 40.1%         | 56.2% | 56.2%         | 3.7%          | [ 78 ] |
| 천지일보           | 리서치뷰           | 9월 7일             | 1,000명   | 50.8% | 50.8%         | 47.1% | 47.1%         | 2.1%          | [ 79 ] |
| tbs                | 리얼미터           | 9월 8일             | 503명     | 45.0% | 45.0%         | 51.8% | 51.8%         | 3.2%          | [ 80 ] |

### 조국 법무부 장관 임명 이후
| 조사 의뢰    | 조사 기관    | 조사 기간           | 응답 인원 |       | 임명 잘했다 |       | 임명 잘못했다 | 모름 · 무응답 | 참고   |
| 오마이뉴스   | 리얼미터     | 9월 9일             | 501명     | 46.6% | 46.6%       | 49.6% | 49.6%         | 3.8%          | [ 81 ] |
| KBS          | 한국리서치   | 9월 10일 ~ 9월 11일 | 1,000명   | 38.9% | 38.9%       | 51.0% | 51.0%         | 10.1%         | [ 82 ] |
| MBC          | 코리아리서치 | 9월 14일 ~ 9월 15일 | 1,009명   | 36.3% | 36.3%       | 57.1% | 57.1%         | 6.6%          | [ 83 ] |
| 쿠키뉴스     | 조원씨앤아이 | 9월 15일 ~ 9월 17일 | 1,002명   | 38.6% | 38.6%       | 55.5% | 55.5%         | 5.9%          | [ 84 ] |
| tbs          | 리얼미터     | 9월 18일            | 504명     | 35.3% | 35.3%       | 55.5% | 55.5%         | 9.2%          | [ 85 ] |
| 한국갤럽     | 한국갤럽     | 9월 17일 ~ 9월 19일 | 1,000명   | 36.0% | 36.0%       | 54.0% | 54.0%         | 10.0%         | [ 86 ] |
| 아시아투데이 | 알앤써치     | 9월 20일 ~ 9월 21일 | 1,065명   | 41.9% | 41.9%       | 54.3% | 54.3%         | 3.8%          | [ 87 ] |
| 경향신문     | 한국리서치   | 9월 29일 ~ 10월 1일 | 1,000명   | 42.0% | 42.0%       | 54.2% | 54.2%         | 3.8%          | [ 88 ] |

#### 연령별 세부 결과
| KBS · 한국리서치 여론조사 | KBS · 한국리서치 여론조사 | KBS · 한국리서치 여론조사 | KBS · 한국리서치 여론조사 | KBS · 한국리서치 여론조사 | KBS · 한국리서치 여론조사 | MBC · 코리아리서치 여론조사 | MBC · 코리아리서치 여론조사 | MBC · 코리아리서치 여론조사 | MBC · 코리아리서치 여론조사 | MBC · 코리아리서치 여론조사 | MBC · 코리아리서치 여론조사 |
| ------------------------- | ------------------------- | ------------------------- | ------------------------- | ------------------------- | ------------------------- | --------------------------- | --------------------------- | --------------------------- | --------------------------- | --------------------------- | --------------------------- |
| 연령별                    |                           | 임명 잘했다               |                           | 임명 잘못했다             | 모름 · 무응답             | 연령별                      |                             | 임명 잘했다                 |                             | 임명 잘못했다               | 모름 · 무응답               |
| 20대                      | 30.4%                     | 30.4%                     | 42.7%                     | 42.7%                     | 26.9%                     | 20대                        | 29.0%                       | 29.0%                       | 57.3%                       | 57.3%                       | 13.8%                       |
| 30대                      | 50.6%                     | 50.6%                     | 37.4%                     | 37.4%                     | 12.0%                     | 30대                        | 54.0%                       | 54.0%                       | 40.2%                       | 40.2%                       | 5.7%                        |
| 40대                      | 57.4%                     | 57.4%                     | 36.8%                     | 36.8%                     | 5.8%                      | 40대                        | 45.6%                       | 45.6%                       | 50.8%                       | 50.8%                       | 3.6%                        |
| 50대                      | 37.5%                     | 37.5%                     | 57.7%                     | 57.7%                     | 4.8%                      | 50대                        | 36.9%                       | 36.9%                       | 57.5%                       | 57.5%                       | 5.6%                        |
| 60대 이상                 | 24.7%                     | 24.7%                     | 70.1%                     | 70.1%                     | 5.2%                      | 60대 이상                   | 22.8%                       | 22.8%                       | 71.9%                       | 71.9%                       | 5.3%                        |

#### 지역별 세부 결과
| KBS · 한국리서치 여론조사 | KBS · 한국리서치 여론조사 | KBS · 한국리서치 여론조사 | KBS · 한국리서치 여론조사 | KBS · 한국리서치 여론조사 | KBS · 한국리서치 여론조사 | MBC · 코리아리서치 여론조사 | MBC · 코리아리서치 여론조사 | MBC · 코리아리서치 여론조사 | MBC · 코리아리서치 여론조사 | MBC · 코리아리서치 여론조사 | MBC · 코리아리서치 여론조사 |
| ------------------------- | ------------------------- | ------------------------- | ------------------------- | ------------------------- | ------------------------- | --------------------------- | --------------------------- | --------------------------- | --------------------------- | --------------------------- | --------------------------- |
| 지역별                    |                           | 임명 잘했다               |                           | 임명 잘못했다             | 모름 · 무응답             | 지역별                      |                             | 임명 잘했다                 |                             | 임명 잘못했다               | 모름 · 무응답               |
| 서울                      | 40.6%                     | 40.6%                     | 50.5%                     | 50.5%                     | 8.9%                      | 서울                        | 36.4%                       | 36.4%                       | 56.2%                       | 56.2%                       | 7.5%                        |
| 인천 · 경기               | 38.8%                     | 38.8%                     | 53.9%                     | 53.9%                     | 7.3%                      | 인천 · 경기                 | 35.6%                       | 35.6%                       | 59.3%                       | 59.3%                       | 5.1%                        |
| 대전 · 세종 · 충청        | 41.6%                     | 41.6%                     | 50.7%                     | 50.7%                     | 7.7%                      | 대전 · 세종 · 충청          | 32.0%                       | 32.0%                       | 58.0%                       | 58.0%                       | 10.0%                       |
| 광주 · 전라               | 58.1%                     | 58.1%                     | 23.9%                     | 23.9%                     | 18.0%                     | 광주 · 전라                 | 55.7%                       | 55.7%                       | 33.8%                       | 33.8%                       | 10.5%                       |
| 대구 · 경북               | 23.1%                     | 23.1%                     | 64.9%                     | 64.9%                     | 12.0%                     | 대구 · 경북                 | 20.3%                       | 20.3%                       | 75.9%                       | 75.9%                       | 3.8%                        |
| 부산 · 울산 · 경남        | 32.8%                     | 32.8%                     | 56.3%                     | 56.3%                     | 10.8%                     | 부산 · 울산 · 경남          | 35.0%                       | 35.0%                       | 58.4%                       | 58.4%                       | 6.5%                        |
| 강원 · 제주               | 39.8%                     | 39.8%                     | 44.5%                     | 44.5%                     | 15.7%                     | 강원 · 제주                 | 48.8%                       | 48.8%                       | 48.8%                       | 48.8%                       | 2.4%                        |

| 조사 의뢰 | 조사 기관 | 조사 기간 | 응답 인원 |       | 장관직 유지해야 한다 |       | 장관직 퇴진해야 한다 | 모름 · 무응답 | 참고   |
| CBS       | 리얼미터  | 10월 11일 | 500명     | 40.5% | 40.5%                | 55.9% | 55.9%                | 3.6%          | [ 89 ] |

### 조국 법무부 장관 사퇴 이후
| 조사 의뢰  | 조사 기관 | 조사 기간             | 응답 인원 |       | 사퇴는 잘한 결정이다 |       | 사퇴는 잘못된 결정이다 | 모름 · 무응답 | 참고   |
| 오마이뉴스 | 리얼미터  | 10월 14일             | 502명     | 62.6% | 62.6%                | 28.6% | 28.6%                  | 8.8%          | [ 90 ] |
| 한국갤럽   | 한국갤럽  | 10월 15일 ~ 10월 17일 | 1,004명   | 64.0% | 64.0%                | 26.0% | 26.0%                  | 10.0%         | [ 91 ] |

### 조국 법무부 장관 가족 검찰 수사
| 조사 의뢰          | 조사 기관    | 조사 기간           | 응답 인원 |       | 검찰 수사 정당하다 |       | 검찰 수사 과도하다 | 모름 · 무응답 | 참고   |
| YTN                | 리얼미터     | 9월 6일             | 502명     | 52.4% | 52.4%              | 39.5% | 39.5%              | 8.1%          | [ 92 ] |
| KBS                | 한국리서치   | 9월 10일 ~ 9월 11일 | 1,000명   | 49.8% | 49.8%              | 41.2% | 41.2%              | 9.0%          | [ 93 ] |
| MBC                | 코리아리서치 | 9월 14일 ~ 9월 15일 | 1,009명   | 66.3% | 66.3%              | 30.0% | 30.0%              | 3.7%          | [ 94 ] |
| 오마이뉴스         | 리얼미터     | 9월 24일            | 501명     | 42.7% | 42.7%              | 49.1% | 49.1%              | 8.2%          | [ 95 ] |
| UPI뉴스 & UPI뉴스+ | 리서치뷰     | 9월 27일 ~ 9월 30일 | 1,000명   | 52.0% | 52.0%              | 42.0% | 42.0%              | 6.0%          | [ 96 ] |
| 경향신문           | 한국리서치   | 9월 29일 ~ 10월 1일 | 1,000명   | 49.6% | 49.6%              | 46.7% | 46.7%              | 3.8%          | [ 97 ] |
| CBS                | 리얼미터     | 10월 4일            | 501명     | 49.3% | 49.3%              | 46.2% | 46.2%              | 4.5%          | [ 98 ] |

## 임명 지지 측 논란

### 윤석열 검찰총장 저주 부적 및 인형 논란
트위터에서 윤석열 검찰총장을 향한 저주를 담은 주술적 행위가 유행하면서 논란을 빚었다. 노란색 바탕에 빨간색 글씨로 저주 부적을 만들거나, 저주 인형을 만들고 바늘이나 압정 등으로 찔러 저주를 퍼붓는 글이 올라왔다. 경찰 관계자는 "저주의 행위를 온라인에 게시해 누구나 볼 수 있도록 한 것은 개인의 사회적 평가를 저해하는 것인 만큼 모욕죄가 성립할 가능성이 크다"고 밝혔다.

### 조국 장관 자택 압수수색 검사 인신공격 논란
트위터와 페이스북 등에서 조국 장관 자택 압수수색 현장에 있던 한 여성 검사를 조국 장관의 전화를 받은 검사로 오인해 해당 검사의 신상 정보를 유출시키고 해당 검사의 외모 및 성적 비하를 하는 등 사이버 테러를 일으키면서 논란을 빚었다. 해당 검사는 조국 장관과 통화한 인물이 아닌 것으로 밝혀졌으며, 한 법조계 관계자는 "해당 검사를 현재 공격하는 글들은 허위사실유포와 이에 따른 명예훼손, 모욕 등 모두 범죄수준"이라고 밝혔다.

### 아동 학대 논란
9월 30일, 주권방송에서 아동 11명에게 윤석열 검찰총장을 적폐로 규정하고 사퇴를 요구하는 정치적인 동요를 부르게 하고 유튜브에 영상을 올려 논란을 빚었다. 10월 7일, 보수성향 시민단체 자유대한호국단과 자유법치센터 등은 아동복지법 위반 혐의로 검찰에 고발했다. 또한, 자유한국당도 아이들을 정치 선전 도구로 활용한 거라며 아동학대죄로 고발한다고 밝혔다. 한편, 김동진 변호사는 "아동들을 정치적인 방송에 동원해서 검찰이나 야당을 비하하는 노래를 부르게 한 것은 아동을 정서적으로 학대했다고 볼 여지가 있다"고 밝혔다. 논란이 거세지자 주권방송 측은 해당 동영상을 삭제했다.

### KBS 기자 성희롱 논란
10월 15일, 유시민 노무현재단 이사장이 운영하는 유튜브 방송 '알릴레오'에 출연한 패널이 KBS 여성 기자에 대하여 성희롱 발언을 해서 논란을 빚었다. KBS는 해당 발언을 한 기자를 명예훼손 혐의로 고소하고, KBS 기자들에게 악성 댓글을 남기거나 비슷한 메일, 문자메시지를 보낸 성명불상자 14명도 명예훼손과 모욕죄 등으로 고소했다고 밝혔다. 10월 16일, 한국기자협회는 '비상식적인 성희롱 방송을 개탄한다'는 성명을 내고 "이번 발언 당사자의 진심 어린 사과와 함께 진행자로서 세심하지 못했던 유시민 이사장의 책임 있는 자세와 반성, 그리고 '알릴레오' 제작진의 재발 방지책을 촉구한다"고 밝혔다. 또한, 한국여기자협회도 '알릴레오 여성 기자 성희롱 발언, 묵과할 수 없다'는 성명을 통해 "진행자인 유시민은 해당 발언이 방송되는 동안 사실상 방관했다"면서 "이는 모든 여성 직업인, 전체 언론인의 인권과 명예를 훼손하는 사안으로 보고 엄중히 규탄한다"고 밝혔다.

## 임명 반대 측 논란

### 헌금 요구 논란
10월 3일, 광화문 집회에서 한국기독교총연합회 대표회장 전광훈 목사가 참가자들에게 헌금을 요구해 논란을 빚었다. 이와 관련해 홍문표 자유한국당 의원은 "전광훈 목사가 헌금을 요구한 것은 부적절했다"고 지적했다. 하지만, 전광훈 목사는 10월 9일 광화문 집회에서도 "가장 기쁜 시간은 헌금하는 시간"이라고 발언하며 또다시 헌금을 요구하였다.

### 고종 어극 40년 칭경기념비 무단 침입 및 훼손 논란
10월 3일, 광화문 집회 도중 출입이 제한된 구역인 사적 171호 서울 고종 어극 40년 칭경기념비에 참가자 30여명이 무단으로 침입하여 음식물을 섭취하고 문화재를 훼손해 논란을 빚었다. 이후, 종로구청은 해당 참가자들을 서울종로경찰서에 고발했다.

### 한글날 행사 난동 논란
10월 9일, 광화문광장에서 진행되던 한글날 기념 행사가 집회로 인해 진행이 불가능했고, 일부 집회 참가자가 한글날 행사 진행을 방해하기도 하면서 논란을 빚었다.

### 이중잣대논란
조국사태에 대해 불공정을 논하던 이들이 정권교체 후 똑같은 상황에서는 조용하여 이중잣대 논란이 일음.

## 반응

### 국민
조국 법무부 장관 임명 직후, 네이버와 다음 등 주요 포털 사이트 실시간 검색어 1위에 각각 '문재인 탄핵'과 '문재인 지지'가 오르기도 했다. 또한, 조국 법무부 장관을 지지하는 국민들과 반대하는 국민들이 서로 맞불 집회를 연이어 개최하는 등 국론 분열이 매우 심각해진 모습을 보였다.

### 대학교
서울대학교, 고려대학교, 부산대학교 등 여러 대학교 학생들의 거센 반발이 이어지면서 촛불 집회가 이어지고 있다. 한편 집회 주최 측은 일부 외부 세력이나 특정 정당 개입을 배제하기 위해 집회 참가자들의 학생증, 졸업증명서 등을 확인 받아야 집회에 참가할 수 있도록 하였다. 한편, 9월 19일 '사회정의를 바라는 전국교수모임'은 청와대 앞에서 조국 법무부 장관의 교체를 요구하는 시국선언문을 발표했다.  이 자리에서 대표 발언을 했던 이제봉 울산대학교 교육학과 교수, 김이섭 국제한국학연구소 교수, 최원목 이화여대 법학전문대학원 교수, 김형국 중앙대 정치국제학과 교수, 서정해 경북대 경영학부 교수, 김정탁 성균관대 미디어커뮤니케이션학과 교수, 민현식 서울대 국어교육학과 교수, 김성진 부산대학교 한문학과 교수 등 8명의 교수를 비롯하여 전국 290개 대학의 전·현직 대학교수 3,396명이 시국선언에 참여하였다. 이에 맞서 검찰 개혁을 요구하는 교수 4,090명의 이름으로 시국선언문이 발표되었다.

### 문학계
10월 7일, 국회 정론관에서 소설가 황석영과 공지영, 시인 안도현 등 작가 1,276명이 조국 법무부 장관을 지지하고 검찰 개혁의 완수를 촉구하는 성명을 발표했다. 작가들은 "블랙리스트의 악몽이 아직도 생생한데 다시 자의적인 공권력의 폭주가 시작되는 것을 보고 불안과 분노를 함께 느낀다"며 "검찰 개혁은 시대적 과제이자, 촛불 민심의 명령이란 점을 확인하기 위해 서명에 나섰다"고 밝혔다.

### 정치권

#### 청와대
조국이 법무부 장관직을 사퇴한지 한달이 넘은 2019년 11월 19일이 되어서야 문재인 대통령은 MBC에서 진행된 '국민이 묻는다, 2019 국민과의 대화'에 출연하여 "장관으로 지명한 그 취지하고는 어쨌든 상관없이 결과적으로 그것이 오히려 많은 국민에게 많은 갈등을 주고 국민을 분열시키게 만든 것에 정말 송구스럽다"고 밝히며 조국 사태에 대하여 공식적으로 사과하였다.

#### 더불어민주당
더불어민주당은 "문재인 대통령이 조국 법무부 장관을 임명한 것에 대해 환영의 뜻을 밝힌다"고 발언하며, "조국 장관과 함께 법무와 검찰이 공정하고 정의로운 사법기관으로 거듭날 수 있도록 사법개혁을 철저하게 이뤄나갈 것"이라고 긍정적인 입장을 밝혔다. 이해찬 대표는 "문재인 대통령의 인사권 행사가 끝이 아니라 새로운 시작이라는 자세로 심기일전해 임할 것"이라고 발언했고, 이인영 원내대표는 "대통령께서 고뇌에 찬 결단을 하셨다"며, "조국 장관이 검찰개혁, 사법개혁을 하라는 국민의 명령에 충직하게 임하길 바란다"고 발언했다. 한편, 당 일각에서는 우려의 목소리가 나오기도 했다.

#### 자유한국당
자유한국당은 "문재인 대통령의 조국 법무부 장관 임명은 국민의 목소리를 무시하고 검찰을 압박한 것으로도 모자라 국민을 지배하려는 시도이며, 오늘 대한민국의 법치주의는 사망했다"고 논평을 내놓으며 비판했다. 임명 다음 날인 9월 10일, 황교안 대표는 국회에서 긴급 기자회견을 열고 "문재인 대통령의 독선과 이 정권의 폭주를 막아내려면 결국 자유민주주의 가치 아래 모든 세력이 함께 일어서야 한다"고 발언하며, "문 대통령은 자신과 한 줌 주변 세력을 위해 자유와 민주, 정의와 공정을 내던졌다"고 비판했다. 그러면서 "우리 아이들을 반칙과 특권, 불의가 횡행하는 대한민국에서 살게 할 수는 없다"고 발언하며 '조국 파면과 자유민주주의 회복을 위한 국민연대' 결성을 제안했다. 회견 종료 후, 곧바로 손학규 바른미래당 대표를 만나 비공개 회동을 가지며 반문반조 야권연대 구축을 논의했다. 9월 11일에는 박인숙 의원이 "범죄 피의자를 법무장관에 앉히면서 '개혁'을 입에 담는다는 것은 국민에 대한 선전포고"라고 발언하며 항의하는 의미로 삭발식을 진행하였다. 이후, 자유한국당은 국회와 광화문 광장 등에서 집회를 이어갔으며, 황교안 대표와 나경원 원내대표는 여러 지역을 돌아다니며 1인 시위를 펼쳤다. 9월 16일, 황교안 대표는 "문 대통령에게 경고한다"며, "더 이상 국민의 뜻을 거스르지 말라"고 비판했다. 그러면서, "조국 법무부 장관은 스스로 그 자리에서 물러나라"며, "내려와서 검찰의 수사를 받으라"고 발언했다. 이후, 황교안 대표는 청와대 앞에서 애국가를 틀으며 대한민국 제1야당 대표로는 사상 최초로 삭발식을 진행하였다.

#### 바른미래당
바른미래당은 "국론 분열의 표상인 조국을 법무부 장관에 임명한 문재인 대통령은 '민심뒤통수권자'가 되기로 한 것인가"라며, "나라가 어떻게 되든 말든 '명불허전의 조국 사랑'이 놀랍다"고 비판했다. 또한, "불통과 독선을 챙기고, 공정과 양심을 버린 오늘은 역사의 수치로 기록될 것"이며, "문재인 정권은 국정 전면에 내세운 ‘평등· 공정· 정의’의 간판을 당장 떼라"라고 날을 세웠다. 손학규 대표는 "문재인 대통령은 박근혜 전 대통령이 왜 탄핵되어 감옥에 들어가 있는지 다시 생각해보고 임명을 지금이라도 철회해야 하며, 그렇지 않으면 국민이 일어설 것"이라고 발언했다. 임명 다음 날인 9월 10일, 유승민 의원은 "문재인 대통령이 정상인 상태가 아니다"며, "지금부터 국민 저항권으로 이 정권을 끝장내야 한다"고 발언했다. 또한, 기자들에게 "자유한국당이나 바른미래당이나 이 문제에 대해 생각이 같고, 그렇다면 딱히 협력을 안 할 이유가 없다"고 밝혔다. 하지만, 손학규 대표는 9월 16일 조국 법무부 장관 퇴진 운동과 관련해 "다른 정당과 연대하지 않겠다"고 밝히며, "정당 간 연대로 정치화하는 것은 물론, 이것이 보수 대통합이라고 하는 진영 싸움으로 발전되는 걸 원치 않는다"고 발언했다. 결국 바른미래당은 손학규 대표를 중심으로 하는 당권파와 유승민과 안철수를 중심으로 하는 비당권파 간의 내홍이 재개되었다. 같은 날, 정병국 의원은 "손학규 대표는 지난 4월 재·보궐선거 패배 이후 '추석 때까지 당 지지율이 10%에 미치지 못하면 그만두겠다'는 사퇴의 조건을 내걸었다"며, "지금 추석은 지났고 우리당의 지지율은 5.2%를 기록하고 있다"고 발언하며 손학규 대표의 사퇴를 촉구하였다. 또한, 당헌·당규상 자진 사퇴 외에 손 대표를 물러나게 할 방법이 없지 않냐는 기자들의 질문에는 "정치는 당헌·당규만 가지고 하는 것이 아니다"며, "만약 손학규 대표가 지금 상태로 계속 간다고 하면 중대 결단을 내릴 수도 있다"고 발언했다. 한편, 자유한국당과 바른미래당은 부산시당을 중심으로 '반조국 연대'를 처음으로 결성했다.

#### 대안신당
대안신당은 "임명권자인 대통령이 책임질 문제"라며 "검찰 수사결과를 예의주시하겠다"고 밝혔다. 그러면서 유성엽 대표는 "검찰 수사가 한창 진행 중인 상황에서 장관 해임건의안 발의는 의미가 없다고 본다"며 "일단 '조국이라는 늪'에서 빠져나와야 한다"고 발언했다.

#### 정의당
정의당은 "사법개혁의 대의 차원에서 문재인 대통령의 조국 법무부 장관 임명 결정을 존중한다"고 밝히며, "김대중 · 노무현 전 대통령도 이루지 못한 사법개혁을 반드시 이뤄 내길 바란다"고 존중하는 입장을 보였다. 심상정 대표는 "정의당이 많은 부담을 감수하면서 조국 장관 임명을 존중한 핵심 이유는, 지난 20년간 좌절과 실패로 점철된 사법개혁에 종지부를 찍기 위해서다"라고 발언했다. 한편, 당 일각에서는 반발의 목소리가 나오기도 했다.

#### 민주평화당
민주평화당은 "여당과 청와대가 총동원돼 엄호했음에도 불구하고 국민 다수가 반대하는 후보를 임명 강행한 상식 밖의 결정에 깊은 실망과 분노를 느낀다"며, "도대체 흠 많고 탈 많은 조국 후보자로 어떻게 검찰개혁을 하겠다는 것인지 이해할 수 없다"고 비판했다. 정동영 대표는 "국민 다수가 반대하는 후보자를 장관 자리에 임명하는 것은 분명 무리수"라고 밝히는 한편, "장관 자리 하나를 두고 한달이 넘도록 국론이 분열된 것은 분명 비정상이며, 올바른 정치의 길이 아니고 국민께 유익하지도 않다"고 발언했다. 이후, 자유한국당이 장관 해임건의안 추진을 제안하자, 민주평화당은 "자유한국당이 조국 장관의 해임건의안을 추진하는 것은 정치공세에 불과하고 평화당은 관심이 없다"며 "국정조사라면 논의할 가치가 있다. 검찰이 수사를 할 것이기 때문에 평화당은 오로지 민생의 길을 묵묵히 가겠다"고 밝혔다.

#### 이외 인물
8월 29일, 유시민 노무현재단 이사장은 서울대학교 촛불 집회에 대하여 "뒤에서 자유한국당 손길이 어른어른하는 거라고 본다"며, 왜 마스크를 쓰고 집회하냐고 발언하여 논란을 빚었다. 9월 10일, 무소속 이언주 의원은 "문재인 대통령의 아집과 오만함에 대한민국 민주주의는 타살됐다"며 "특권과 반칙, 편법과 꼼수, 탈법과 위법이 난무하는 '비리 백화점'의 당당함에 국민적 분노가 솟구쳤다"라고 비판했다. 이어, "이제 조국을 향한 분노는 문 대통령을 향한 분노가 되어서 '이게 나라냐'며 들었던 국민의 촛불이 '이건 나라냐'라며 대통령을 향할 것"이라고 발언하며, 항의하는 의미로 삭발식을 진행하였다.

## 법원 재판

### 정경심 1심
2019년 9월 6일 22시50분과 11월 11일 입시비리·사모펀드 비리·증거인멸 등 모두 15개 혐의가 적용되어 공소장 접수 서울중앙지방법원2019고합923
- 2019년 12월 19일 공판준비기일
- 2020년 1월 9일 공판준비기일 종결
- 2020년 1월 22일
- 2020년 1월 31일
- 2020년 2월 5일
- 2020년 2월 12일
- 2020년 2월 27일
- 2020년 3월 11일
- 2020년 3월 18일
- 2020년 3월 25일
- 2020년 3월 30일
- 2020년 4월 8일
- 2020년 4월 22일
- 2020년 4월 29일
- 2020년 5월 7일
- 2020년 5월 14일
- 2020년 5월 21일
- 2020년 5월 28일
- 2020년 6월 4일
- 2020년 6월 11일 조국 전 장관의 5촌 조카이자 코링크PE 실소유주로 알려진 조범동이 증인으로 나와 "정경심 교수 동생 명의로 허위 컨설팅(2017년 3월부터 2018년 9월까지 수수료 목적으로 회삿돈 1억 5795만여 원 제공) 증빙자료를 만들었다"고 했다.[155]
- 2020년 6월 12일
- 2020년 6월 18일
- 2020년 6월 25일
- 2020년 7월 2일
- 2020년 7월 16일
- 2020년 7월 23일
- 2020년 8월 13일
- 2020년 8월 20일
- 2020년 8월 27일
- 2020년 9월 3일
- 2020년 9월 8일
- 2020년 9월 10일
- 2020년 9월 17일
- 2020년 9월 24일
- 2020년 10월 15일 검찰이 표창장 위조를 법정에서 시연한 직후 변호인 측에서 "검찰이 제작한 표창장과 압수한 표창장이 동일하지 않다"고 지적하며 문제를 제기하자 검찰이 "원본을 가지고 와라"라고 했다.
- 2020년 10월 29일 전날(28일) 동양대 전현직 관계자들을 비롯한 사람들의 진술서와 여타 증거 70여개를 제출하자 검찰 "지난 수개월 동안 재판부가 피고인 측에 유리한 증거나 증인신청 기회를 제공했는데, 마지막 증거조사 단계에서 이렇게 기존엔 없었던 다수의 인적 물적 증거를 신청했다"며 "이를 오늘 서증조사에 활용하거나 검찰 주장을 탄핵하는 데 활용하는 건 부당하다"고 주장했다.[156] 서증 조사에서 변호인이 대검 디지털 포렌식 분석보고서와 관련해 "정 교수의 딸 조민씨가 KIST에서 활동한 확인서를 스캔하기 3일 전 복합기 설치 드라이버를 업데이트했다는 날짜가 잘못 기재돼 있다"고 지적하자 검찰은 오전 재판 막바지에 "변호사가 이야기한 대로 허위라고 하는데 전에 피피티 할 때 제가 2월 25일이라고 했다"라며 "문해력이 떨어지는 것 아니냐", "기억력이 안 좋은 거 같다"는 등의 발언을 하자 재판부는 "전문가 확인서를 가져와라"고 했다.[157]
- 2020년 11월 5일 검사 징역 7년 벌금 9억원, 추징금 1억6400여만원을 구형, 방청석에서 "개소리"라고 했던 시민에 대해 감치했으나 감치 재판에서 불처벌 결정
- 2020년 12월 23일 선고기일에 자녀 입시 비리(위조된 표창장 등으로 서울대•부산대 의학전문대학원 입학사정업무에 대한 업무방해죄와 위계에 의한 공무집행방해죄, 서울대 공익인권법센터와 공주대 생명과학센터에 허위 경력 서류를 제출한 허위작성 공문서 행사, KIST와 단국대 의과학연구소에 허위 경력 서류 제출로 위조사문서행사, 동양대 표창장 사문서위조)와 보조금 부당 수령(딸과 동양대 학생을 연구 보조원으로 허위등록해 1200만원 수령한 사기죄•보조금관리법 위반)은 전부 유죄가 선고했으며 사모펀드 비리는 무죄나 일부 무죄, 펀드운용현황보고서 위조교사와 교수실 컴퓨터 은닉 지시는 무죄, 코링크PE 직원에게 친동생 관련 기록 삭제를 지시한 것은 유죄라고 하면서 징역 4년과 벌금 5억원을 선고하며 추징금 1억 4천만원 부과를 명령하고 ″공정히 경쟁하는 많은 사람에게 허탈감과 실망감을 주고 입시 시스템에 대한 믿음을 저버리게 만들어 엄벌이 불가피하다"며 ″도주 가능성은 낮지만, 증거 조작이나 관련자 허위 진술 종용 가능성이 높다″는 이유로 법정구속했다.[158]

## 같이 보기
- 조국
- 정경심
- 조민 (1991년)
- 피의사실공표